# Taphrina epiphylla
Taphrina epiphylla  (лат.) — вид грибов рода тафрина (Taphrina) отдела аскомицеты (Ascomycota), паразит ольхи (Alnus). Вызывает образование «ведьминых мётел» с морщинистыми, поражёнными пятнистостью листьями.

## Описание
«Ведьмины мётлы» значительных разиеров, но не густые, с тесно расположенными ветвями. Листья на них деформируются, становятся морщинистыми и затем покрываются округлыми жёлтыми пятнами.
Мицелий межклеточный, зимует в почках и паренхиме ветвей.
Сумчатый слой («гимений») восковидный, сероватый с голубоватым оттенком, развивается на обеих сторонах листьев.
Аски восьмиспоровые, очень быстро заполняются массой бластоспор, размеры асков 20—60×10—23 мкм, они широкоцилиндрические с усечённой расширенной верхушкой. Базальные клетки (см. в статье Тафрина) 10—30×7—20 мкм, шире асков.
Аскоспоры эллипсоидальные или округлые, быстро почкуются.
Спороношение наблюдается в мае — июле.

## Распространение и хозяева
Типовой хозяин — ольха серая (Alnus incana), заражает также ольху чёрную (Alnus glutinosa), на Дальнем Востоке — ольху пушистую (Alnus hirsuta).
Taphrina epiphylla обитает в Исландии, северных и восточных регионах Европы, в Грузии и на Дальнем Востоке (Приморский край России, Япония).

## Близкие виды
- Taphrina sadebeckii очень мало отличается по микроскопическим признакам; поражает ольху чёрную, не вызывает образования «ведьминых мётел».